# لينا غيلبير فورد
لينا غيلبير فورد (بالإنجليزية: Lena Guilbert Ford)‏ (1870 في الولايات المتحدة - 7 مارس 1918)؛ مؤلِّفة وشاعِرة غنائية، كاتِبة وشاعرة أمريكية.

## روابط خارجية
- لينا غيلبير فورد على موقع ميوزك برينز (الإنجليزية)